# 石田芳生
石田 芳生（いしだ よしお、1966年〈昭和41年〉7月22日 - ）は、日本の政治家。高梁市市議会議員を3期勤めた後、岡山県高梁市長（1期目）を勤める。

## 来歴
岡山県出身。岡山県立高梁高等学校を経て、広島大学法学部卒業。卒業後は土地家屋調査士事務所に勤務し、2012年の高梁市議会議員選挙で初当選。3期目の2022年10月から2024年8月まで議長を務めた。
2024年8月に高梁市長選挙への立候補を表明、選挙戦では、市の財政を見直して給食費を無償化することや市街地に公園を整備することなどを有権者に訴えた。9月30日の投開票で現職で5期目を目指していた近藤隆則を破って初当選した。当選後のインタビューでは、厳しい財政状況であるからこそ、市民目線での財政の見直し、説明責任をしっかりと果たしていく必要があると述べた。
2024年高梁市長選挙
2024年9月30日執行。
※当日有権者数：22,493人 最終投票率：66.04%（前回比：0.06pts）
| 候補者名 | 年齢 | 所属党派 | 新旧別 | 得票数  | 得票率 | 推薦・支持 |
| -------- | ---- | -------- | ------ | ------- | ------ | ---------- |
| 石田芳生 | 58   | 無所属   | 新     | 9,185票 | 62.53% |            |
| 近藤隆則 | 65   | 無所属   | 現     | 5,483票 | 37.47% |            |